# エニウェイ・エニハウ・エニホエア
「エニウェイ・エニハウ・エニホエア」（Anyway, Anyhow, Anywhere）は、イギリスのロックバンド、ザ・フーの楽曲。1965年にザ・フー名義での2枚目のシングルとしてリリースされた（実質3枚目）。作詞、作曲はピート・タウンゼントおよびロジャー・ダルトリー。

## 解説
1stシングル「アイ・キャント・エクスプレイン」に引き続き、イギリスのシングル・チャートでトップ10入りを果たした曲。ザ・フーの楽曲でタウンゼントとダルトリーが共作した唯一のナンバーである。1965年4月12日から14日にかけて行われた一連のセッションの中でレコーディングされた曲の一つで、ピアノでニッキー・ホプキンスが参加している。間奏の途中でエレキギターによると思われるハウリング音が入っているが、アメリカではこれが欠陥品ではないかと思われたという。また、間奏ではモールス信号のような音も聞こえるが、これはギターのピックアップ・セレクターを叩く事で作られた音であり、次回作の「マイ・ジェネレーション」でもこの奏法を試みている。
タウンゼントによれば、この曲はチャーリー・パーカーについて書いたものだとしているが、ダルトリーが歌詞を全面的に書き換え、傲慢で気取ったうぬぼれ屋の歌にした。当時バンドのマネージャーだったキット・ランバートは、この曲を「派手な効果を使わず、欲求不満を音楽的に表現した作品」と紹介した。この曲は音楽番組「レディ・ステディ・ゴー！」のテーマソングとしてしばらく使用された。

## 別バージョン
フランスのみでリリースされたEP盤「The Who」には、ボーカルのみが別テイクとなっているバージョンが収録されている。これは2002年にリリースされた『マイ・ジェネレーション～デラックス・エディション』に、リアル・ステレオにリミックスされて収録された。

## カヴァー
- デヴィッド・ボウイ - 1973年のカヴァー・アルバム『ピンナップス』に収録。
- アレックス・チルトン（英語版） - 1994年のトリビュート・アルバム『Who Covers Who』に収録[7]。
- トッド・ラングレン - 1998年発売の未発表音源集『Somewhere, Anywhere: The Unreleased Tracks』に収録[8]。
- オーシャン・カラー・シーン - 2001年のトリビュート・アルバム『サブスティテュート〜ザ・ソングス・オブ・ザ・フー』に提供[9]。